# المجلس الإمبراطوري (النمسا)
المجلس الامبراطوري ( (بالألمانية: Reichsrat)‏. (بالتشيكية: Říšská rada)‏. (بالبولندية: Rada Państwa)‏. (بالإيطالية: Consiglio Imperiale)‏. (بالسلوفينية: Državni zbor)‏ كان) المجلس التشريعي للإمبراطورية النمساوية من عام 1861، ومن عام 1867 كان المجلس التشريعي لسيسليثانيا داخل النمسا والمجر. لقد كانت هيئة ثنائية المجلس: كان مجلس الشيوخ هو مجلس اللوردات (بالألمانية: Herrenhaus)‏، وكان مجلس النواب ( (بالألمانية: Abgeordnetenhaus)‏. لتصبح قانونًا، كان يجب تمرير مشاريع القوانين من قِبل كلا المجلسين، موقَّعة من قِبل الوزير المسؤول، ومن ثم منحها الإمبراطور الملكي. بعد إقراره، تم نشر القوانين في Reichsgesetzblatt (مضاءة الرايخ لو الجريدة الرسمية ). بالإضافة إلى المجلس الإمبراطوري، فإن أراضي التاج الخمسة عشر في سيسليثانيا تحتوي على وجبات خاصة بها ( (بالألمانية: Landtage)‏.
كان مقر المجلس الإمبراطوري من 4 ديسمبر 1883 في مبنى البرلمان في Ringstraße في فيينا. قبل الانتهاء من هذا المبنى، اجتمع مجلس اللوردات في مبنى Estates في النمسا السفلى، واجتمع مجلس النواب في مبنى خشبي مؤقت صممه Ferdinand Fellner في Währinger Straße. تم حل المجلس الإمبراطوري في 12 نوفمبر 1918، بعد هزيمة النمسا والمجر في الحرب العالمية الأولى.

## الحواشي
1. ↑  "معلومات عن المجلس الإمبراطوري (النمسا) على موقع babelnet.org". babelnet.org. مؤرشف من الأصل في 2020-07-05.
2. ↑  "معلومات عن المجلس الإمبراطوري (النمسا) على موقع britannica.com". britannica.com. مؤرشف من الأصل في 2020-07-06.
3. ↑  "معلومات عن المجلس الإمبراطوري (النمسا) على موقع viaf.org". viaf.org. مؤرشف من الأصل في 2020-09-04.